# Tal Flicker
Pour les articles homonymes, voir Flicker.
Tal Flicker, né le 28 mai 1992, est un judoka israélien évoluant dans la catégorie des moins de 66 kg (poids mi-légers). Il a remporté la médaille de bronze des championnats du monde 2017 et des championnats d'Europe 2018 dans sa catégorie.

## Palmarès

### Palmarès international
| Année | Compétition           | Lieu     | Résultat | Catégorie      |
| ----- | --------------------- | -------- | -------- | -------------- |
| 2017  | Championnats du monde | Budapest | 3e       | Moins de 66 kg |
| 2018  | Championnats d'Europe | Tel Aviv | 3e       | Moins de 66 kg |
| 2020  | Championnats d'Europe | Prague   | 2e       | Moins de 66 kg |